# Хьюстон, Джон
Джон Хью́стон (англ. John Huston; 5 августа 1906 — 28 августа 1987) — американский кинорежиссёр, сценарист и актёр. Сын актёра Уолтера Хьюстона, отец актрисы Анжелики Хьюстон.

## Биография
Родился 5 августа 1906 года в Неваде (штат Миссури) в семье журналистки Ри Гор Хьюстон и актёра Уолтера Хьюстона, с которым уже с трёх лет играл в водевилях. Когда мальчику было три года, родители расстались, а спустя ещё три года официально развелись. Некоторое время мать воспитывала сына одна, а в 1924 году Джон переехал к отцу, в это время готовившемуся к исполнению главной роли в первой нью-йоркской постановке «Любви под вязами» Юджина О’Нила.
Бросил школу в 14 лет, чтобы стать боксером, и позднее выиграл любительский чемпионат Калифорнии в лёгком весе (в 1945 году в результате скандальной драки уложил в больницу актёра Эррола Флинна). В 19 лет дебютировал на сцене, но, не выдержав оседлой жизни, уехал в Мексику, где служил офицером в кавалерии и занимался разведением лошадей. В 1928 году написал свою первую пьесу. В девятнадцать лет женился на школьной подруге Дороти Харви, но брак продержался недолго. В 1928 году дебютировал в кино в фильме Уильяма Уайлера «Вымогательство». В 1930 году последовал за отцом в Голливуд, чтобы стать сценаристом.
25 сентября 1933 года Хьюстон, находясь за рулем машины, сбил женщину, которая скончалась от полученных травм. Босс студии Metro-Goldwyn-Mayer Луи Б. Майер дал взятку в размере около 400 000 долларов, чтобы замять уголовное дело и не допустить его огласки в печати. В результате Хьюстон вынужден был уехать в Европу, где зарабатывал уличным пением в Лондоне, ночуя в Гайд-парке. Позднее изучал живопись в Париже.
В 1938 году Хьюстон вновь попытал счастья в Голливуде, на этот раз успешно. Написал сценарии к ряду классических картин студии Warner Bros., например, «Иезавель» Уильяма Уайлера (1938) и «Высокая Сьерра» (1941). В 1939 году был одним из соавторов сценария биографической ленты «Хуарес», в начале 1940-х годов участвовал в создании сценариев к двум фильмам, выдвинутым на премию «Оскар» за лучший оригинальный сценарий, — «Магическая пуля доктора Эрлиха» (1940) и «Сержант Йорк» (1941). В 1941 году Хьюстон убедил руководство студии Warner дать ему возможность снять фильм в качестве режиссёра. Результатом стала третья и наиболее удачная экранизация романа Дэшила Хэммета «Мальтийский сокол», для которой Хьюстон также сам написал адаптированный сценарий. Эта работа тоже принесла ему номинацию на «Оскар». После мелодрамы «В этом наша жизнь» он продолжил ту же тему блестящим триллером «Через океан».
Хьюстон любил розыгрыши, мужские развлечения, дружеские компании и выпивку, что оставило отпечаток на большинство его фильмов. Он был профессиональным рассказчиком и, не жертвуя стилем, опирался в своих картинах на крепкий литературный сценарий, яркий, остроумный диалог и актёров со столь же сильными индивидуальностями, как и его собственная.
За время участия США во Второй мировой войне снял три документальных фильма по заказу Армии США. Первая из этих лент была стандартным пропагандистским материалом, но вторая и третья («Битва под Сан-Пьетро» и «Да будет свет» — о разработке методов лечения «снарядного шока») оказались не по вкусу военному руководству из-за жестокого реализма, с которым в них была показана война. «Битва под Сан-Пьетро» вышла на экраны с годичной задержкой, а «Да будет свет» не демонстрировался публично вплоть до 1981 года.
После войны Хьюстон с триумфом вернулся к художественному кино лентами «Сокровища Сьерра-Мадре» и «Ки-Ларго». В условиях послевоенной конъюнктуры Хьюстон отказался от левого пафоса романа Бруно Травена, по которому были сняты «Сокровища Сьерра-Мадре», и сосредоточился на приключенческой составляющей сюжета — поисках богатства тремя героями, орвергнутыми обществом. Несмотря на скромный финансовый успех, фильм был высоко оценён специалистами и принёс Джону Хьюстону «Оскары» за сценарий и режиссуру, а его отцу, играющему старого золотоискателя, — за мужскую роль второго плана.
В 1950 году Хьюстон сменил место работы, перебравшись на студию MGM. Там он написал (вместе с Беном Мэддоу) адаптированный сценарий по роману Уильяма Бернетта и снял по нему триллер «Асфальтовые джунгли». В этой ленте, в подробностях показывающей разработку и приведение в исполнение плана ограбления ювелирного магазина, были заложены многие основы жанра фильма-ограбления. Фильм был этапным в обращении Голливуда к реальной жизни и реальным персонажам.
Следующей работой Хьюстона стала экранизация классического романа Стивена Крейна «Алый знак доблести». Режиссёрское видение фильма вступило в этом случае в противоречие с интересами студии, после предварительных показов вырезавшей из окончательной версии около 20 минут экранного времени. Конфликт Хьюстона с MGM стал основой для книги Лиллиан Росс «Картина», публиковавшейся в 1952 году с продолжениями в журнале New Yorker. Этот материал и посвящённая Хьюстону статья Джеймса Эйджи в журнале Life (1950) создали режиссёру трагический имидж борца с системой, похожего на собственных героев.
После изуродованной цензурой антивоенной картины «Алого знака доблести» и вызова, брошенного Хьюстоном Комиссии по расследованию антиамериканской деятельности, он уехал в Англию, где снял ряд своих шедевров. «Африканская королева» (в работе над сценарием которой Хьюстон помогал Джеймсу Эйджи) была нетрадиционным приключенческим фильмом, черпающим сюжетное напряжение не столько в опасностях войны и африканских джунглей, сколько в столкновении двух ярких противоположных индивидуальностей. Фильм остаётся классикой жанра. Фильм «Мулен Руж» о жизни художника Тулуз-Лотрека был визуально основан на его рисунках и яркими красками воссоздал атмосферу Монмартра в конце XIX века. Хьюстон и оператор Освальд Моррис также создали более приглушённую цветовую версию ленты, позже, при съёмках фильма «Моби Дик» (1956), продолжив эксперименты с обесцвечиванием кадра, ставшие примером для других кинематографистов. Картина «Посрами дьявола» с блеском пародировала гангстерское кино, экранный образ Хамфри Богарта и ряд традиционных для Хьюстона тем. «Моби Дик», ещё один классический приключенческий фильм, был визуально стилизован под старые морские гравюры. Финальный поединок с белым китом производил захватывающее впечатление и являлся технически виртуозным для того времени.
Продолжив работу в Голливуде с 1957 фильмом «Бог знает, мистер Аллисон» (адаптация «Африканской королевы», выдвигавшаяся на «Оскар» за лучший сценарий), Хьюстон тем не менее проводил большую часть времени в Ирландии, где занимался живописью и выращивал лошадей (позднее, в 70-е годы, он переехал в Мексику). Среди его последующих картин выделяются драма «Неприкаянные», снятой по сценарию Артура Миллера, детектив «Список Эдриана Мессенджера», сюрреалистический вестерн «Жизнь и времена судьи Роя Бина» и ещё один классический приключенческий фильм, «Человек, который хотел стать королём». В 1962 году Хьюстон попытался вернуться к жанру престижной биографии, но на содержание его фильма «Фрейд» оказала сильное влияние тогдашняя американская цензура.
Сыграв небольшие роли в ряде собственных фильмов, он позже начал годы много сниматься у других режиссёров. Уже в 1963 году, сыграв кардинала в одноимённом фильме Отто Премингера, он был номинирован на «Оскар» за лучшую мужскую роль второго плана. Среди его лучших ролей — респектабельный гангстер в фильме Романа Поланского «Китайский квартал». В фильме «Библия» (1966), снятом для Дино де Лаурентиса, Хьюстон не только выступил как режиссёр, но и читал закадровый текст, озвучил Бога и сыграл роль Ноя.
Хотя многие поздние ленты Хьюстона были неудачными, он достойно закончил свой творческий путь драмой «У подножия вулкана», пародийным гангстерским триллером «Честь семьи Прицци» и давно задуманной поэтичной экранизацией рассказа Джеймса Джойса «Мёртвые». В конце жизни признался, что хотел бы изменить в своей жизни следующее: «Я бы больше времени проводил с детьми. Я сначала бы зарабатывал деньги и только потом их тратил. Я бы наслаждался вином, а не крепкими напитками. Я бы бросил курить, когда у меня обнаружили пневмонию. Я бы не женился в пятый раз».
Из пяти браков Хьюстона четыре закончились разводом, ещё одна его жена, Эрика Сома, погибла в 1969 году в автокатастрофе. В браке с актрисой Эвелин Кейс (1946—1950) он усыновил своего первого сына, в браке с Сомой родились ещё двое детей — Тони (будущий сценарист) и Анжелика. Последний сын Хьюстона, Дэнни, был рождён от внебрачной связи с Зои Сейлис. Скончался в Ньюпорте (Род-Айленд). Перед самой смертью участвовал как сценарист и исполнительный продюсер в работе над фильмом «Мистер Норт» по роману Торнтона Уайлдера «Теофил Норт». Из-за смерти Хьюстона фильм был поставлен его младшим сыном Дэнни.

## Фильмография

### Режиссёр

#### Художественные фильмы
- 1941 — Мальтийский сокол / The Maltese Falcon
- 1942 — В этом наша жизнь / In This Our Life
- 1942 — Через океан / Across the Pacific
- 1948 — Сокровища Сьерра-Мадре / Treasure of the Sierra Madre, The
- 1948 — Ки-Ларго / Key Largo
- 1949 — Мы были чужими / We Were Strangers
- 1950 — Асфальтовые джунгли / Asphalt Jungle, The
- 1951 — Алый знак доблести / Red Badge of Courage, The
- 1951 — Африканская королева / African Queen, The
- 1952 — Мулен Руж / Moulin Rouge
- 1953 — Посрами дьявола / Beat the Devil
- 1956 — Моби Дик / Moby Dick
- 1957 — Прощай, оружие / A Farewell to Arms (покинул съёмки; фильм закончен Ч. Видором)
- 1957 — Бог знает, мистер Аллисон / Heaven Knows, Mr. Allison
- 1958 — Варвар и гейша / Barbarian and the Geisha, The
- 1958 — Корни неба / Roots of Heaven, The
- 1960 — Непрощённая / Unforgiven, The
- 1961 — Неприкаянные / Misfits, The
- 1962 — Фрейд: Тайная страсть / Freud
- 1963 — Список Эдриана Мессенджера / List of Adrian Messenger, The
- 1964 — Ночь игуаны / The Night of the Iguana
- 1966 — Библия / The Bible: in the Beginning
- 1967 — Казино «Рояль» / Casino Royale (совместно с В. Гестом, Дж, Макгратом, Р. Пэрришем, К. Хьюзом)
- 1967 — Блики в золотом глазу / Reflections in a Golden Eye
- 1969 — Грешный Дэви / Sinful Davey
- 1969 — Прогулка с любовью и смертью / A Walk with Love and Death
- 1969 — Безумная из Шайо / The Madwoman of Chaillot (совместно с Б. Форбсом)
- 1970 — Кремлёвское письмо / Kremlin Letter, The
- 1972 — Жирный город / Fat City
- 1972 — Жизнь и времена судьи Роя Бина / Life and Times of Judge Roy Bean, The
- 1973 — Человек-макинтош / MacKintosh Man, The
- 1975 — Человек, который хотел стать королём / The Man Who Would Be King
- 1979 — Мудрая кровь / Wise Blood
- 1980 — Фобия / Phobia
- 1981 — Бегство к победе / Escape to Victory
- 1982 — Энни / Annie
- 1984 — У подножия вулкана / Under the Volcano
- 1985 — Честь семьи Прицци / Prizzi’s Honor
- 1987 — Мёртвые / Dead, The

#### Документальные фильмы
- 1943 — Сообщение с Алеут / Report from the Aleutians
- 1945 — Битва под Сан-Пьетро / San Pietro
- 1946 — Да будет свет / Let There Be Light
- 1976 — Независимость / Independence

### Сценарист
фильмы других режиссёров, неполный список
- 1930 — Storm, The / Storm, The
- 1931 — A House Divided / A House Divided
- 1932 — Убийство на улице Морг / Murders in the Rue Morgue
- 1938 — Иезавель / Jezebel
- 1938 — Удивительный доктор Клайттерхаус / Amazing Dr. Clitterhouse, The
- 1939 — Грозовой перевал / Wuthering Heights
- 1939 — Хуарес / Juarez
- 1940 — Магическая пуля доктора Эльриха / Dr. Ehrlich’s Magic Bullet
- 1941 — Высокая Сьерра / High Sierra
- 1941 — Сержант Йорк / Sergeant York
- 1944 — Темные воды / Dark Waters
- 1945 — Знай своего врага: Япония / Know Your Enemy: Japan
- 1946 — Три незнакомца / Three Strangers
- 1946 — Чужестранец / The Stranger
- 1946 — Убийцы / The Killers
- 1988 — Мистер Норт / Mr. North

### Актёр
Неполный список ролей
- 1963 — Кардинал / Cardinal, The — Кардинал Гленнон
- 1966 — Библия / The Bible: In the Beginning — Ной, Бог
- 1967 — Казино «Рояль» / Casino Royale — МакТерри
- 1970 — Майра Брекенридж
- 1974 — Китайский квартал / Chinatown — Ной Кросс
- 1975 — Ветер и лев / Wind and the Lion, The — Джон Хей
- 1977 — Хоббит / Hobbit, The — Гэндальф Серый, озвучка
- 1977 — Тайна Бермудского треугольника / Triángulo diabólico de las Bermudas — Эдвард
- 1979 — Мудрая кровь / Wise Blood — дедушка
- 1980 — Возвращение короля / Return of the King, The — Гэндальф Серый, озвучивание

## Награды
- 1949, Золотой глобус — Лучший режиссёр («Сокровища Сьерра Мадре»)
- 1949, Оскар — Лучший режиссёр, лучший сценарий («Сокровища Сьерра Мадре»)
- 1953, Венецианский кинофестиваль — Серебряный лев («Мулен Руж»)
- 1964, Золотой глобус — Лучшая мужская роль второго плана («Кардинал»)
- 1985, Венецианский кинофестиваль — Золотой лев за вклад в мировой кинематограф
- 1986, Золотой глобус — Лучший режиссёр («Честь семьи Прицци»)

Хьюстоны стали первой голливудской династией, удостоенной «Оскаров» в трёх поколениях, причём и Уолтер Хьюстон, и Анжелика Хьюстон получили свои награды за роли, сыгранные в фильмах Джона Хьюстона.